# Кубок світу з біатлону 2016—2017 — етап 8
Восьомий етап Кубка світу з біатлону 2016—17 відбувався в фінському  Контіолагті  з 10 по 12 березня 2017 року. Етап було перенесено з російської Тюмені. До програми етапу входило 6 гонок:  спринт  та гонка переслідування у чоловіків та жінок, та дві змішані естафети.

## Медалісти

### Чоловіки
| Гонка:                 | Золото:                | Час               | Срібло:               | Час               | Бронза:                       | Час               |
| Спринт 10 км           | Мартен Фуркад Франція  | 22:17.0 (0+1)     | Ондрей Моравець Чехія | 22:17.6 (0+0)     | Еміль Гегле Свендсен Норвегія | 22:26.4 (0+0)     |
| Переслідування 12,5 км | Арнд Пайффер Німеччина | 30:35.0 (0+0+0+0) | Зімон Едер Австрія    | 30:35.3 (0+0+1+1) | Еміль Гегле Свендсен Норвегія | 30:37.3 (0+0+1+1) |

### Жінки
| Гонка:               | Золото:                  | Час               | Срібло:                  | Час               | Бронза:                  | Час               |
| Спринт, 7,5 км       | Тіріл Екгофф Норвегія    | 19:18.4 (0+0)     | Лаура Дальмаєр Німеччина | 19:36.7 (0+1)     | Дарія Домрачева Білорусь | 19:38.8 (0+0)     |
| Переслідування 10 км | Лаура Дальмаєр Німеччина | 29:54.4 (0+1+0+0) | Марі Дорен-Абер Франція  | 30:10.9 (1+0+0+1) | Ліза Вітоцці Італія      | 30:14.3 (0+1+0+0) |

## Змішані естафети
| Гонка:                                                                             | Золото:                                                            | Час                                                     | Срібло:                                                               | Час                                           | Бронза:                                                                | Час                                                       |
| Одиночна змішана естафета Протокол [Архівовано 12 березня 2017 у Wayback Machine.] | Австрія Ліза Тереза Гаузер Сімон Едер                              | 31:35.1 (0+0) (0+2) (0+0) (0+1) (0+0) (0+2) (0+0) (0+0) | США Сюзан Данклі Ловелл Бейлі                                         | 32:07.9 (0+0) (0+0) (0+0) (0+2) (0+0) (0+1)   | Німеччина Лаура Дальмаєр Роман Рес                                     | 32:08.4 (0+1) (0+0) (0+0) (0+2) (0+1) (0+2) (0+0) (0+0)   |
| Класична змішана естафета Протокол [Архівовано 12 березня 2017 у Wayback Machine.] | Франція Марі Дорен-Абер Анаїс Бескон Сімон Детьє Кентен Фійон Майє | 1:11:34.5 (0+0) (0+1) (0+2) (0+2) (0+1) (0+2)           | Німеччина Надін Горхлер Марен Гаммершмідт Бенедикт Долль Арнд Пайффер | 1:11:45.5 (0+1) (0+1) (0+2) (0+0) (0+1) (0+2) | Україна Ірина Варвинець Ольга Абрамова Сергій Семенов Дмитро Підручний | 1:12:01.6 (0+0) (0+0) (0+3) (0+0) (0+0) (0+1) (0+1) (0+1) |